# Veronika Bayer
Veronika Bayer (ur. 4 czerwca 1940 w Stuttgarcie, zm. 31 stycznia 2008 w Bochum) – niemiecka aktorka.

## Filmografia
- 1959: Liebe, Luft und lauter Lügen
- 1959: Melodie und Rhythmus
- 1959: Zwölf Mädchen und ein Mann
- 1960: Der liebe Augustin
- 1960: Wenn die Heide blüht
- 1963: Die Legende vom heiligen Trinker (epizod w TV)
- 1970: Triumph des Todes oder Das große Massakerspiel (epizod w TV)
- 1974: Macbeth (epizod w TV)
- 1977: Rückfälle (epizod w TV)
- 1979: 30 Liter Super (epizod w TV)
- 1993: Die Lok
- 2002: Zwischen den Sternen
- 2002: Der Narr und seine Frau heute Abend in Pancomedia (epizod w TV)
- 2005: Die letzte Saison
- 2006: Die Österreichische Methode
- 2007: Marie kann zaubern